# 三五成群 (香港電台節目)
三五成群是一個香港電台第二台的青少年節目，播放時間為逢星期一至五下午三時至五時。由黃天頤、阿攝及方梓豪主持。

## 歷任主持人
| 日期               | 主持人                          | 班底                                | 備註 |
| 2020年10月19日至今 | 常設主持： 黃天頤、方梓豪、阿攝 | 黃天頤及方梓豪均由Gimme 5過渡而來。 | ---  |

## 現有節目環節
下午3時至3時半：主持人閒談

### 三五成群 廣播道大王
- 主持輪流出題（成為廣播道大王）
- 題數不定
- 逢星期一下午3時半至4時半播出

### 三五成群星期二靈靈異
- 逢星期二下午3時半至5時播出
- 聽眾致電熱線：+852 1872388
- 延續前節目《Gimme 5》講鬼故專統，但此環節亦可提及自身經歷之怪異事件

### 三五成群 數榜之神
- 逢星期三下午3時半至4時半播出

### 三五成群 茶水間
- 逢星期四下午3時半至5時播出
- 聽眾致電熱線：+852 1872388

### 三五成群 星期一 圍爐廢噏
- 逢星期一下午4時半至5時播出

### 三五成群 幾多點
- 逢星期五下午4時半至5時播出

### 三五成群 頭名字G
- 逢星期五下午4時半至5時播出

## 過往重點環節

### 三五成群 衝出所
- 逢星期五下午4時半至5時播出
- 有一名主持到街外戶外直播

### 三五成群 無此人
- 逢星期一下午4時半至5時播出
- 由勞工處展翅青見計劃贊助之廣播劇暫代，後被星期一 圍爐廢噏取代

### 三五成群 Question Mark
- 主持輪流出題（成為Mark 哥），另外兩位主持需要提供產品作賭注
- 題數不定
- 逢星期一下午3時半至4時半播出
- 現時環節更名為三五成群 廣播道識MORE/廣播道大王，遊戲設定亦有不同

### 三五成群 Search Engine
- 逢星期五下午3時半至4時半播出
- 嘉賓訪問
- 以網絡引擎搜尋關鍵字作出發點，發問相關問題

## 聯絡方法
- 電話：+852 1872388 香港電台第二台

- Instagram: rthk_radio2 / threesacrowd.rthk